# Lufthansa-Flug 615
Am 29. Oktober 1972 entführten palästinensische Terroristen auf dem Lufthansa-Flug 615 eine Boeing 727-100 der Lufthansa mit dem Taufnamen Kiel, um die drei überlebenden Attentäter des Anschlages auf die Olympischen Sommerspiele in München aus der Untersuchungshaft freizupressen.
Flug 615 sollte mit mehreren Zwischenstopps von Damaskus nach Frankfurt führen. Nachdem das Flugzeug auf einer Teilstrecke von Beirut nach Ankara von Sympathisanten des Schwarzen Septembers entführt worden war, erfüllten die westdeutschen Behörden zeitnah die Forderungen und entließen die drei gefangenen Terroristen. Die drei Freigepressten stiegen dem entführten Flugzeug in Zagreb zu und flogen anschließend nach Tripolis, wo alle Geiseln freigelassen wurden. Den Terroristen des Münchner Olympia-Attentats gewährte der damalige Staatschef Libyens Muammar al-Gaddafi Asyl.
Für die Erfüllung der terroristischen Forderungen wurde die westdeutsche Regierung u. a. von Israel kritisiert. Spekulationen reichten hierbei von einer Tolerierung bis sogar hin zu einer Inszenierung der Entführung durch die bundesdeutsche Regierung. Hintergrund hierfür sei eine geheime Absprache zwischen der westdeutschen Regierung und dem Schwarzen September gewesen, im Austausch gegen die Attentäter keine weiteren terroristischen Maßnahmen gegen die Bundesrepublik mehr vorzunehmen.

## Vorgeschichte: Münchner Olympia-Attentat und Folgen
Am 5. September 1972 nahmen acht palästinensische Terroristen des Schwarzen Septembers elf Mitglieder des israelischen Olympiateams während der Münchner Olympischen Spiele als Geiseln. Im weiteren Verlauf des Geiseldramas wurden alle Israelis getötet: Zwei von ihnen wurden während der Geiselhaft von ihren Geiselnehmern erschossen – die anderen Geiseln starben während eines misslungenen Befreiungsversuchs am Flugplatz Fürstenfeldbruck. Drei der Geiselnehmer (Adnan Al-Gashey, Jamal Al-Gashey und Mohammed Safady) überlebten diese Befreiungsaktion jedoch, konnten festgenommen und in Untersuchungshaft gebracht werden.
Die bundesdeutsche Regierung befürchtete im Nachgang, in den arabisch-israelischen Konflikt verwickelt zu werden. Außenminister Walter Scheel sprach im Oktober 1972 davon, dass sich Bonn gegen die Versuche der beteiligen Staaten, ihre Auseinandersetzung in unbeteiligte Drittstaaten zu tragen, „nach beiden Seiten des Konflikts“ wehren müsse. In Israel führte die deutsche Appeasement-Politik zu Vergleichen mit dem 1938 unter Hitler geschlossenen Münchner Abkommen.
Allerdings hatte sich die Haltung der westdeutschen Regierung im Nahostkonflikt mit dem Amtsantritt Willy Brandts 1969 gewandelt. So hatten die früheren konservativen Regierungen noch eine eindeutige pro-israelische Haltung eingenommen (insbesondere in den 1960er Jahren, z. B. während des Sechstagekriegs), was einige arabische Staaten dazu bewog, die diplomatischen Beziehungen mit der Bundesrepublik abzubrechen. So waren die diplomatischen Beziehungen mit Ägypten und Tunesien erst kurz vor den Olympischen Spielen 1972 wieder hergestellt worden.
Die bundesdeutschen Behörden wussten vom besonderen Status und den zahlreichen Sympathisanten der in Deutschland Gefangenen und befürchteten daher neue Terrorattacken, die eine Befreiung der Attentäter zum Ziel hatten. Als mögliche Angriffsziele einer solchen Freipressung wurden Flugzeuge der Flag-Carriers Lufthansa und der israelischen El Al identifiziert. Vier Tage nach dem Attentat auf die Olympischen Spiele wurde eine solche Entführung in einem anonymen Brief angedroht, was das Innenministerium unter Hans-Dietrich Genscher zu der Überlegung verleitete, Staatsangehörigen der betroffenen arabischen Staaten das Boarding von Lufthansa-Flügen zu verweigern.
Bereits während der Geiselnahme gab es Hinweise darauf, dass die Terroristen von möglichen Plänen zur Befreiung im Falle ihrer Verhaftung wussten. So gab der Anführer der Münchner Terroristen Luttfif Afif (der während des Befreiungsversuchs in Fürstenfeldbruck zu Tode kam) auf die Frage, ob er eine Verhaftung und Gefängnisstrafe in Deutschland fürchte, an, dass es nichts zu befürchten gäbe, da „es keine Todesstrafe in Deutschland gibt und unsere Brüder uns befreien werden“.
Willi Voss gab an, dass zur Freipressung der drei Terroristen zunächst eine Geiselnahme im Wiener Stephansdom sowie parallel im Kölner Dom zur Weihnachtszeit 1972 geplant war. Da diese Pläne aufflogen und Voss Ende Oktober 1972 festgenommen wurde, entschieden sich die Palästinenser drei Tage nach der Festnahme zur Entführung der Boeing 727.

## Die Entführung
Hinweis: Die Zeitangaben sind in Mitteleuropäischer Zeit.
Am Sonntag, dem 29. Oktober 1972 wurde eine Boeing 727-100 der Lufthansa auf dem Flug 615, der von Damaskus über Beirut, Ankara und München nach Frankfurt führen sollte, entführt. Das Flugzeug mit dem Luftfahrzeugkennzeichen D-ABIG war am frühen Morgen in Damaskus mit sieben Crew-Mitgliedern, jedoch ohne Passagiere, gestartet. Während des ersten Zwischenstopps in Beirut stiegen 13 Passagiere zu. Unter den Passagieren war ein spanischer Journalist, der später seine Eindrücke als Augenzeuge der Entführung veröffentlichte.
Planmäßiger Abflug der Maschine in Beirut war um 05:45 Uhr und der Flug startete mit leichter Verspätung um 06:01 Uhr. Weniger als 15 min nach Abflug des Flugzeugs drohten zwei arabische Passagiere, das Flugzeug zu sprengen, sollten die inhaftierten Terroristen des Schwarzen September nicht aus den deutschen Haftanstalten freigelassen werden. Die Sprengkörper waren im Abschnitt der 1. Klasse versteckt, wo sie wahrscheinlich bereits in Damaskus deponiert worden waren.
Nach einer Zwischenlandung auf dem Flughafen Nikosia, bei dem die Maschine aufgetankt wurde, zwangen die Terroristen die Piloten dazu, den Flughafen München-Riem anzufliegen, wo die Entführer den Austausch der Geiseln initial vorgesehen hatten. Gegen 12 Uhr erreichte die Boeing den österreichischen Luftraum. Als die Entführer realisierten, dass ihre Forderung nicht zeitgerecht erfüllt werden konnten, änderten sie ihren Plan und die Lufthansa-Maschine musste Kurs auf den Flughafen Zagreb in der damaligen Sozialistischen Föderativen Republik Jugoslawien nehmen. Das Flugzeug kreiste anschließend über dem Flughafen Zagreb, um Druck auf die deutsche Seite aufzubauen, die inhaftierten Terroristen zügig nach Zagreb zu bringen, da ein Treibstoffmangel der entführten Boeing nur noch eine Frage der Zeit war.
Als die Nachricht der Entführung in der Lufthansazentrale in Köln eintraf, flog der Vorstandsvorsitzende Herbert Culmann mit einer Hawker Siddeley HS.125 (Luftfahrzeugkennzeichen D-CFCF) der Condor nach München, wo er sich dem örtlichen Krisenstab um Oberbürgermeister Georg Kronawitter, Polizeichef Manfred Schreiber sowie den bayerischen Innenminister Bruno Merk anschloss. Die Maßnahmen der westdeutschen Regierung wurden von einem Krisenstab in Bonn koordiniert, dem der amtierende Vizekanzler und Außenminister Walter Scheel, der Innenminister Hans-Dietrich Genscher sowie der Verkehrsminister Lauritz Lauritzen angehörten.
Noch unter dem Eindruck der kürzlich desaströs verlaufenen Rettungsaktion während der Münchner Olympia-Geiselnahme entschieden sich die westdeutschen Behörden, den Forderungen der Entführer Folge zu leisten. Während der Geiselnahme der Kiel stand zudem keine polizeiliche Spezialeinheit, wie z. B. die später gegründete GSG 9, für eine mögliche Auflösung des Geiseldramas bereit. Gegen 14 Uhr wurden die drei in Deutschland inhaftierten Geiselnehmer zum Flughafen Riem transportiert. Der bayerische Justizminister, Philipp Held, hob die Haftbefehle auf und versorgte die Terroristen mit den entsprechenden Ausreisedokumenten. Die Freigepressten stiegen dem Flugzeug, mit dem Culmann nach München gekommen war, gemeinsam mit zwei Polizisten in Zivil zu. Culmann entschied sich kurzfristig, ebenfalls nach Zagreb zu fliegen, um dort bei den Verhandlungen unterstützen zu können.
Das Flugzeug mit den freigepressten Terroristen startete in München, jedoch hatte der Pilot die Anweisung, zunächst den deutschen Luftraum nicht zu verlassen. Die deutschen Verhandlungsführer hofften, dass die entführte Lufthansamaschine vor dem Flugzeug mit den freigepressten Attentätern in Zagreb landen würde, was sich aber nicht erfüllte. Die Kerosinvorräte der entführten Boeing 727 reduzierten sich derweilen dramatisch. Lufthansa-Chef Culmann persönlich befahl daher dem Piloten der in München gestarteten Maschine, diese nach Zagreb zu fliegen und dort zu landen. Diese Anweisung traf er entgegen der Anordnungen staatlicher Stellen und berief sich hierbei auf einen „Notstand“, da die Kommunikation mit München zusammengebrochen sei. Als Folge wurde gegen Culmann ein Ermittlungsverfahren eröffnet, jedoch kurze Zeit später wieder eingestellt.
Zwanzig Minuten nach Eintreffen der drei Terroristen am Flughafen Zagreb landete dort die entführte Lufthansa-Maschine und gegen 18:05 Uhr fand die Übergabe der Terroristen statt. Zunächst erfolgte jedoch kein Austausch bzw. eine Freilassung der Geiseln.
Als sich die jugoslawischen Flughafenbehörden auf Bitten Bonns weigerten, die entführte Boeing 727 aufzutanken, um einen erneuten Start zu verhindern, eskalierte die Situation: Als die Entführer feststellten, dass ihre Maschine nicht aufgetankt werden sollte, drohten sie damit, alle Passagiere an Bord zu töten. Der westdeutsche Konsul in Zagreb, Kurt Laqueur, entschärfte die Situation, indem er ohne entsprechende Autorisierung die Anordnung für die Betankung des Jets unterschrieb, sodass die Kiel gegen 18.50 Uhr in Richtung Tripolis starten konnte. Nach der Landung in Tripolis um 21.03 Uhr wurden alle Geiseln freigelassen.
Im Anschluss fanden in Libyen und anderen arabischen Ländern Massenkundgebungen statt, in denen die Entführer des Flugs 615 und die freigepressten Geiselnehmer von München als Helden gefeiert wurden. Unmittelbar nach Ankunft am Flughafen fand eine Pressekonferenz statt, die weltweit live übertragen wurde. Die libysche Regierung unter Muammar Gaddafi ignorierte die Forderungen Walter Scheels, die Terroristen vor Gericht zu stellen, bot ihnen Zuflucht und ließ sie untertauchen. In einer groß angelegten Geheimdienstaktion namens Operation Wrath of God soll Adnan Al-Gashey von der Spezialeinheit Caesarea des israelischen Mossads angeblich aufgespürt und getötet worden sein.
Die Hoffnungen von Willi Voss, ebenfalls freigepresst zu werden, erfüllten sich nicht.

## Reaktionen
Der unblutige Ausgang der Entführung wurde sowohl von Politikern der damaligen Regierungskoalition aus SPD und FDP als auch der oppositionellen Unionsparteien begrüßt. Dies spiegelte auch die öffentliche Meinung wider, dass mit der Ausweisung der Münchner Terroristen das Risiko weiterer Terrorangriffe auf bundesdeutsche Ziele gesunken sei. Kritisiert wurden die Mängel der Flughafensicherheit, die einen Schmuggel von Explosivstoffen an Bord der Flugzeuge nicht zu verhindern wusste. Zudem gab es bei der Lufthansa keine Sky-Marshals, wie sie zu der Zeit jedoch schon bei El Al, Pan Am, Swissair und weiteren Airlines eingesetzt wurden.
Israel verurteilte die Freilassung der Münchner Attentäter scharf und warf der westdeutschen Regierung vor, „vor dem Terrorismus kapituliert zu haben“. Premierministerin Golda Meir erklärte am folgenden Tag: „Wir sind seit gestern deprimiert, verletzt und ich würde sogar sagen beleidigt, dass sich der menschliche Geist so schwach und hilflos der brutalen Gewalt unterworfen hat.“ Außenminister Abba Eban legte öffentlichen Protest bei der westdeutschen Regierung ein und berief den israelischen Botschafter aus Bonn, offiziell für Beratungen, vorübergehend zurück.
Die israelische Öffentlichkeit sah Parallelen zur Ära der Nationalsozialisten. Dieser Vergleich traf den amtierenden Bundeskanzler und ehemaligen Widerstandskämpfer Willy Brandt persönlich. Er erklärte Golda Meir daher in einem persönlichen Schreiben, dass die Freilassung der Terroristen aus einem Mangel an Alternativen und dem Versuch, Menschenleben zu retten, resultiert sei.

## Vorwurf einer Beteiligung der westdeutschen Regierung
Bereits unmittelbar nach der Entführung der Kiel sowie im weiteren Verlauf gab es Mutmaßungen, dass die Entführung von der westdeutschen Regierung inszeniert oder zumindest toleriert worden sei. Amnon Rubinstein spekulierte hierüber kurze Zeit nach Beendigung der Entführung in der israelischen Zeitung Haaretz unter dem Titel „Bonns Schande“: Mit der Entführung habe man sich „der drei Mörder, die zwischenzeitlich ein Sicherheitsrisiko geworden waren“, entledigt. Unstimmigkeiten, die wiederholt vorgebracht wurden, um diese These zu stützen, waren die „verdächtig“ geringe Anzahl Passagiere (an Bord der entführten Boeing 727-100 befanden sich lediglich 13 erwachsene Männer, obwohl der Flugzeugtyp eine Kapazität von 130–150 Plätzen hatte), die „überraschend schnelle“ Entscheidung zur Freilassung der Inhaftierten sowie vorgebliche Kontakte des Bundesnachrichtendienstes zur PLO.
Weitere vorgebrachte, mögliche Motive einer staatlichen Beteiligung seien die westdeutschen Wirtschaftsinteressen in arabischen Staaten sowie die Hoffnung, von zukünftigen Terroraktivitäten verschont zu bleiben, gewesen. In einer Rede vor der Knesset warf Chaim Josef Zadok der Bundesrepublik Deutschland vor, „eine Möglichkeit zur Verbesserung ihrer Beziehungen zur arabischen Welt“ genutzt zu haben. Abu Daoud, der für das Attentat auf die Münchner Olympiaspiele maßgeblich verantwortlich war, behauptete in seiner 1999 erschienenen Autobiographie, dass ihm „von den Deutschen“ 9 Millionen US-Dollar geboten worden seien, um die Befreiung der Gefangenen zu inszenieren. Später weigerte er sich allerdings, diese Behauptung zu wiederholen oder zu konkretisieren. Der Leiter des Mossad von 1968 bis 1974, Tzwi Zamir, bestätigte 2006 in einem Interview mit der FAZ, dass er sich sicher sei, dass es eine nicht näher bezeichnete Abstimmung zwischen der westdeutschen Regierung und dem Schwarzen September gegeben habe.
Auch der Oscar-prämierte Dokumentarfilm Ein Tag im September aus dem Jahr 1999, der sich mit dem Münchner Olympia-Attentat beschäftigt, stützt die These, dass die Entführung der Kiel ein „in Zusammenarbeit mit den Terroristen von der deutschen Regierung geplantes, abgekartetes Spiel“ gewesen sei. Ulrich Wegener, der Gründer und erste Kommandeur der GSG 9, nannte solche Vorwürfe in einem Interview des Films als „wahrscheinlich zutreffend“. Wegeners Einschätzung nach waren die Überlegungen der westdeutschen Behörden, wie mit der Geiselnahme umzugehen sei, vermutlich überwiegend von dem Gedanken geleitet, Westdeutschland aus dem Fokus für zukünftige Terroraktionen zu nehmen.
Investigativjournalisten von Report München veröffentlichten 2013 einen Brief des Münchner Polizeichefs, der 11 Tage vor Beginn der Entführung an das Bayerische Innenministerium geschickt worden war. Obwohl die Attentäter eigentlich ihr Gerichtsverfahren erwarteten, beschreibt der Polizeichef im Dokument die Umstände einer „Abschiebung“: „Um die mit der Abschiebung verbundenen Formalitäten […] beschleunigen zu können, hat das Amt für öffentliche Ordnung bereits Ausweisungsverfügungen erlassen, die bei der Kriminalpolizei verwahrt werden.“
Als Gegenargument einer solchen inszenierten Freipressung  werden die Schwachstellen in Planung und Kommunikation angeführt, die den deutschen Verhandlungsführern offensichtlich wurden. Da die Situation bisweilen chaotisch und verwirrend war, sei es unwahrscheinlich, dass die Entführung einem „Drehbuch“ gefolgt sei. Der dokumentarische Spielfilm LH 615 – Operation München des Bayerischen Rundfunks von 1975 führt den unblutigen Ausgang der Entführung auf den Lufthansa-Vorstandsvorsitzenden Culmann und Konsul Laqueur zurück: Da diese eigenmächtig handelten, anstatt die offiziellen Aufträge der Regierung zu befolgen, sei eine entsprechende Einflussnahme unwahrscheinlich.